# Ottavio Zoppi
Ottavio Zoppi, italijanski general, * 1870, † 1962.